# Joana Soler i Engràcia
Joana Soler Engràcia (Barcelona, 1866 - Barcelona, 1914) fue una pintora española.

## Biografía
Hija del actor Iscle Soler y Samsot y de la actriz Rosalía Engràcia Oriol, los dos populares intérpretes de obras de Serafí Pitarra. Fueron tres hermanas: Emilia, Joana y María. El padre nunca quiso que ninguna de sus hijas entrara en contacto con el mundo del teatro porque no lo consideraba apropiado para las mujeres de su casa. Así, pues, la mayor estudió música; Joana Bellas Artes y María Magisterio. Joana, según el documento de adopción de su hijo por su hermana María, habría nacido el 1870.
De acuerdo con la memoria académica de la Escuela de Bellas Artes, durante el curso 1892-93 la alumna Joana Soler Engràcia obtuvo como premio extraordinario una bolsa de viaje por Bordados y blondas (la asignatura «Pintura decorativa. Tejidos, bordados, blondas y estampados»). En el curso 1895-96, también por Bordados y blondas, consiguió el premio extraordinario de la Prórroga de Bolsa de estudios. En 1896 participó, con un Sant Jordi, en la 1a Exposición Femenina de Sala Parés de Barcelona y en el año siguiente presentaba cuatro obras en la Exposición General de Bellas Artes de Madrid (Frontes de San Jorge de la Real Audiencia de Barcelona, Tira de frontes de altar, Tira de casulla y Ramo de naranjas por las cuales obtuvo una mención honorífica. Este mismo año tomó parte en la 2.ª Exposición Femenina de Sala Parés, como también lo hizo en la 3.ª Exposición Femenina de 1898. En julio de 1899 expuso en la Parés, sala en la cual también intervino con motivo de la XVII.ª Exposición Extraordinaria (1900). El mismo 1899 consta como alumna de la Cátedra de arte decorativo y aplicado a la industria, que dependía de la Escuela Oficial de Bellas Artes de Barcelona, bajo la maestría de Josep Pascó y Mensa, exponiendo estudios de flora y fauna, de yeso, del natural, composiciones ornamentales y proyectos de arte industrial en la Exposición General de Bellas Artes de Madrid.
Fue alumna de Pere Borrell del Caso, quien le realizó un retrato en forma de medallón, dedicado y firmado. En 1903 se casó con Josep Miquel Vado, segundo hijo de una notable familia de campesinos de un pueblo de la Cuenca de Barberá.
Lo que se conserva de su producción no es muy abundante, posiblemente porque murió a los 48 años debido a la gran epidemia de tifus. La mayor parte de su producción está en manos de la familia y del Museo de Tarrasa, ciudad donde se trasladó su marido con los dos hijos pequeños después de enviudar.
Su hermana María pintó pequeñas obras. Este hecho, más el de haber tenido que cuidar de los hijos de su hermana Joana cuando quedaron huérfanos, quizás podría explicar que las obras que se guardan de ella en el Museo de Tarrasa se hayan adjudicado a su hermana María, hasta que, por suerte, a raíz de la exposición Del fons a la superfície. Obres d'artistes catalanes contemporànies anteriors a la Dictadura Franquista, celebrada el 2008 en el Centre de Cultura de Dones Francesca Bonnemaison (CCDFB), se presentaron sus nietos para aclarar el error. Entre estas obras destaca Nu assegut, donde la artista cogió un instante de una mujer desnuda sentada y concentrada en sí misma. Sorprende el cuerpo desnudo de la mujer: un cuerpo real, sin idealizar, totalmente alejado de los pintados por los artistas masculinos, sobre todo los de aquellos años, que siempre los representaban como deseaban que fueran. Se trata, pues, de un desnudo femenino pintado a través de unos ojos de mujer, un desnudo que no se expone a la mirada masculina.

## Obra pictórica
- Creu de terme (Cruz de término)
- Masía
- La meva germana María, dempeus (Mi hermana María, de pie)
- Taller de pintura (donde se autorretrata)
- Nenes jugant amb una papallona (Niñas jugando con una mariposa)
- Natura morta amb estris de cuina (Bodegón con enseres de cocina)
- Raïms (Uvas)
- Clavells (Claveles)
- Roses
- Iscle Soler assegut i estudiant (Iscle Soler sentado y estudiando)
- Al·legoria de Sant Jordi (Alegoría de San Jorge)
- Nu femení assegut (Desnudo femenino sentado), MdT 2280
- Nu femení (Desnudo femenino), MdT 2281
- Bust femení nu (Busto femenino desnudo), MdT 5176
- Bust femençi (Busto femenino), MdT 5177
- Bust femeni (Busto femenino), MdT 12073